# Dee Bradley Baker
Dee Bradley Baker   (Bloomington, 31 d'agost de 1962) és un actor de doblatge nord-americà, conegut entre d'altres per la seva participació a Kids Next Door, Avatar: l'últim mestre de l'aire, American Dad!, Bob Esponja o Lilo & Stitch.
Baker va néixer a l'estat d'Indiana, però va créixer a Greeley (Colorado). Va graduar-se al Colorado College, situat a Colorado Springs i posteriorment va anar a viure a Los Angeles on va iniciar-se com a actor, humorista i cantant.